# Proliv Blizkij
Proliv Blizkij (englische Transkription von russisch Пролив Близкий Proliw Bliski) ist eine Meerenge vor der Budd-Küste des ostantarktischen Wilkeslands. Sie liegt vor Beall Island im Archipel der Windmill-Inseln.
Russische Wissenschaftler nahmen die Benennung vor. Der weitere Benennungshintergrund ist nicht hinterlegt.